# Érick Sánchez (Leichtathlet)
Érick Sánchez (* 26. August 1997) ist ein dominikanischer Leichtathlet, der sich auf den Sprint spezialisiert hat. 

## Sportliche Laufbahn
Erste internationale Erfahrungen sammelte Érick Sánchez im Jahr 2014, als er bei den U18-CAC-Meisterschaften in Morelia in 10,93 s den sechsten Platz im 100-Meter-Lauf belegte und mit der dominikanischen 4-mal-100-Meter-Staffel mit 43,49 s auf Rang vier gelangte. 2022 gewann er bei den Juegos Bolivarianos in Valledupar in 20,64 s die Silbermedaille über 200 Meter hinter dem Panamaer Alonso Edward und mit der Staffel siegte er in 39,26 s. Im Jahr darauf gewann er bei den Zentralamerika- und Karibikspielen (CAC) in San Salvador in 38,61 s die Silbermedaille mit der Staffel hinter dem Team aus Trinidad und Tobago. Bei den World Athletics Relays 2024 auf den Bahamas kam er in der 4-mal-400-Meter-Staffel der Männer sowie in der Mixed-Staffel zum Einsatz und sicherte der Mixed-Staffel einen Startplatz bei den Olympischen Spielen. Anschließend kam er bei den Ibero-Amerikanischen Meisterschaften in Cuiabá mit der 4-mal-100-Meter-Staffel nicht ins Ziel. Im August schied er bei den Olympischen Sommerspielen in Paris mit der Mixed-Staffel mit 3:18,39 min im Vorlauf aus.
2024 wurde Sánchez dominikanischer Meister im 400-Meter-Lauf.

## Persönliche Bestzeiten
- 200 Meter: 20,47 s (+0,6 m/s), 5. März 2023 in Quito
- 400 Meter: 45,23 s, 28. Juni 2024 in Santo Domingo